# Dżuryn (przystanek kolejowy)
Dżuryn (ukr. Джурин, ros. Джурын) – przystanek kolejowy w miejscowości Dżuryn, w rejonie czortkowskim, w obwodzie tarnopolskim, na Ukrainie.
Stacja kolejowa w tym miejscu powstała w czasach Austro-Węgier na linii Galicyjskiej Kolei Transwersalnej. Po II wojnie światowej stacja Dżuryn została zdegradowana do roli przystanku.